# Cord 810/812
Pour les articles homonymes, voir Cord, 810 et 812.
Les Cord 810 et Cord 812 sont des voitures de prestige du constructeur automobile américain Cord Automobile, construites à 2320 exemplaires entre 1936 et 1937 (première voiture de série à phare escamotable de l'histoire de l'automobile).

## Historique
À la suite du succès des Cord L-29 précédentes de 1929-1931, dépassées en puissance avec le temps par la concurrence, cette Cord 810 d'Errett Cord est dessinée par le chef designer Gordon Buehrig (inspiré du Style « paquebot » Art déco en vogue de l'époque, avec arrière fastback, énormes flexibles d’échappements latéraux chromés inspirés des Duesenberg J, JN, SJ et SSJ, et premiers phares escamotables de l'histoire de l'automobile).

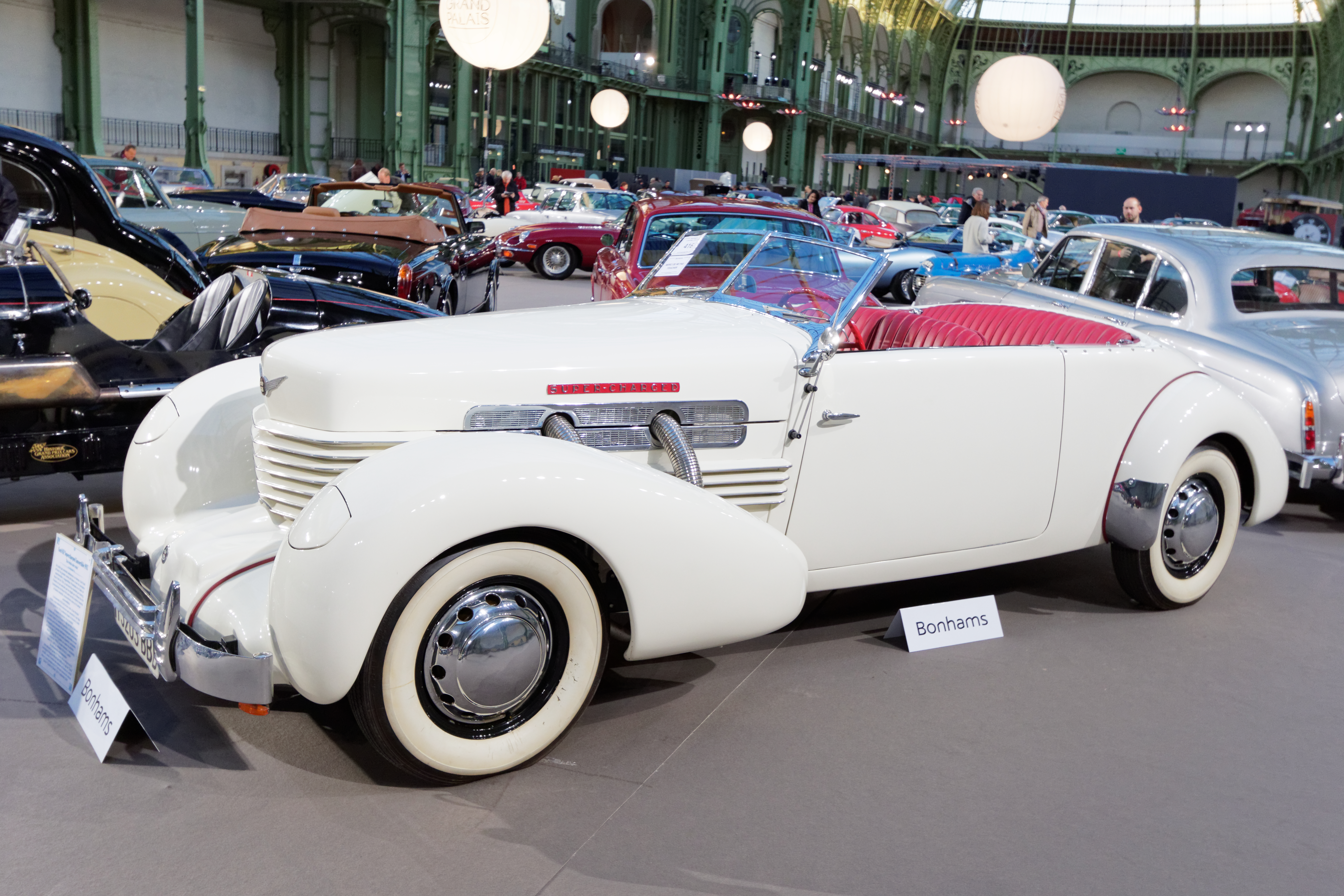
Cord 812 Phaeton Supercharged (1937)
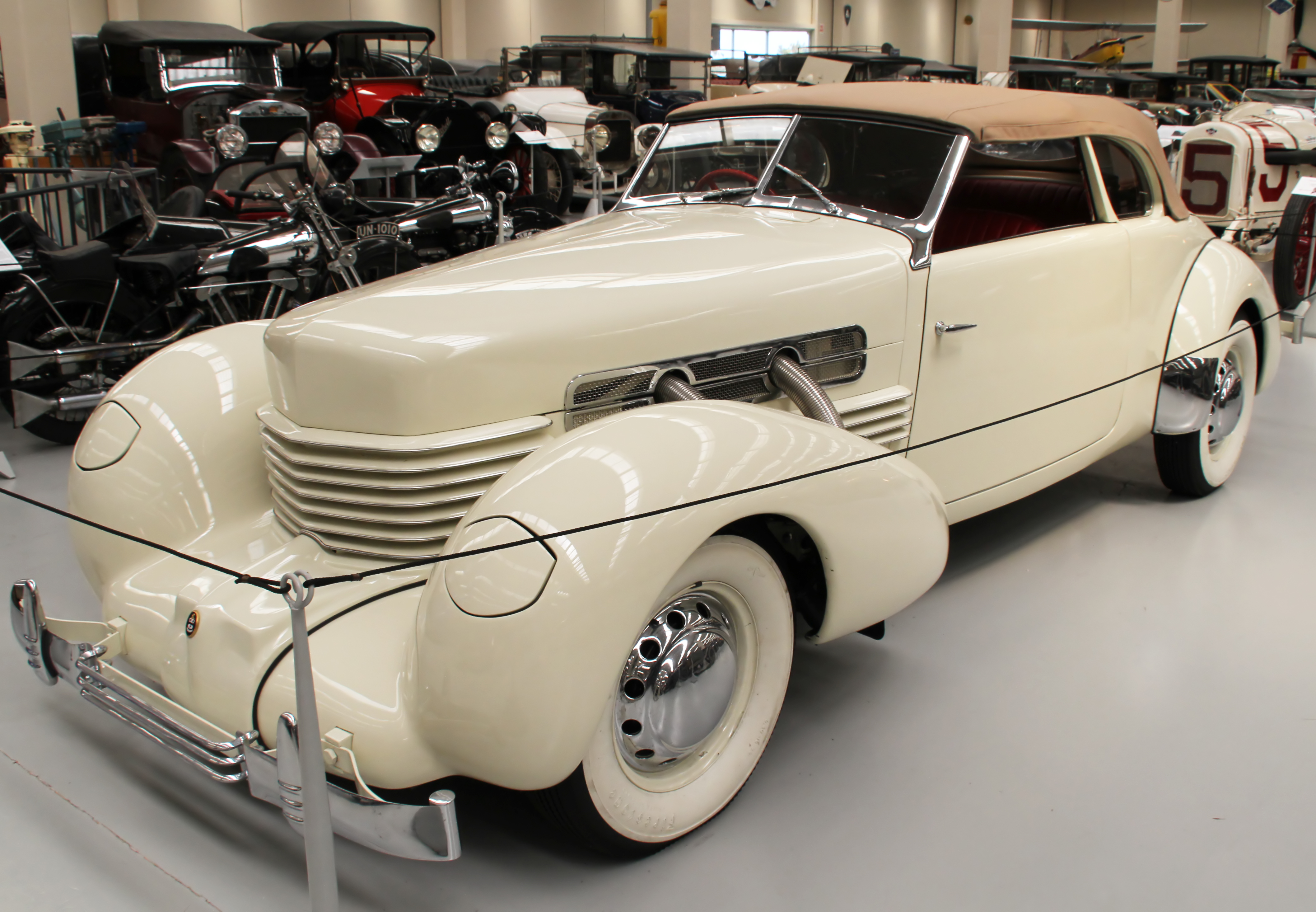
Cord 810 Roadster (1937)
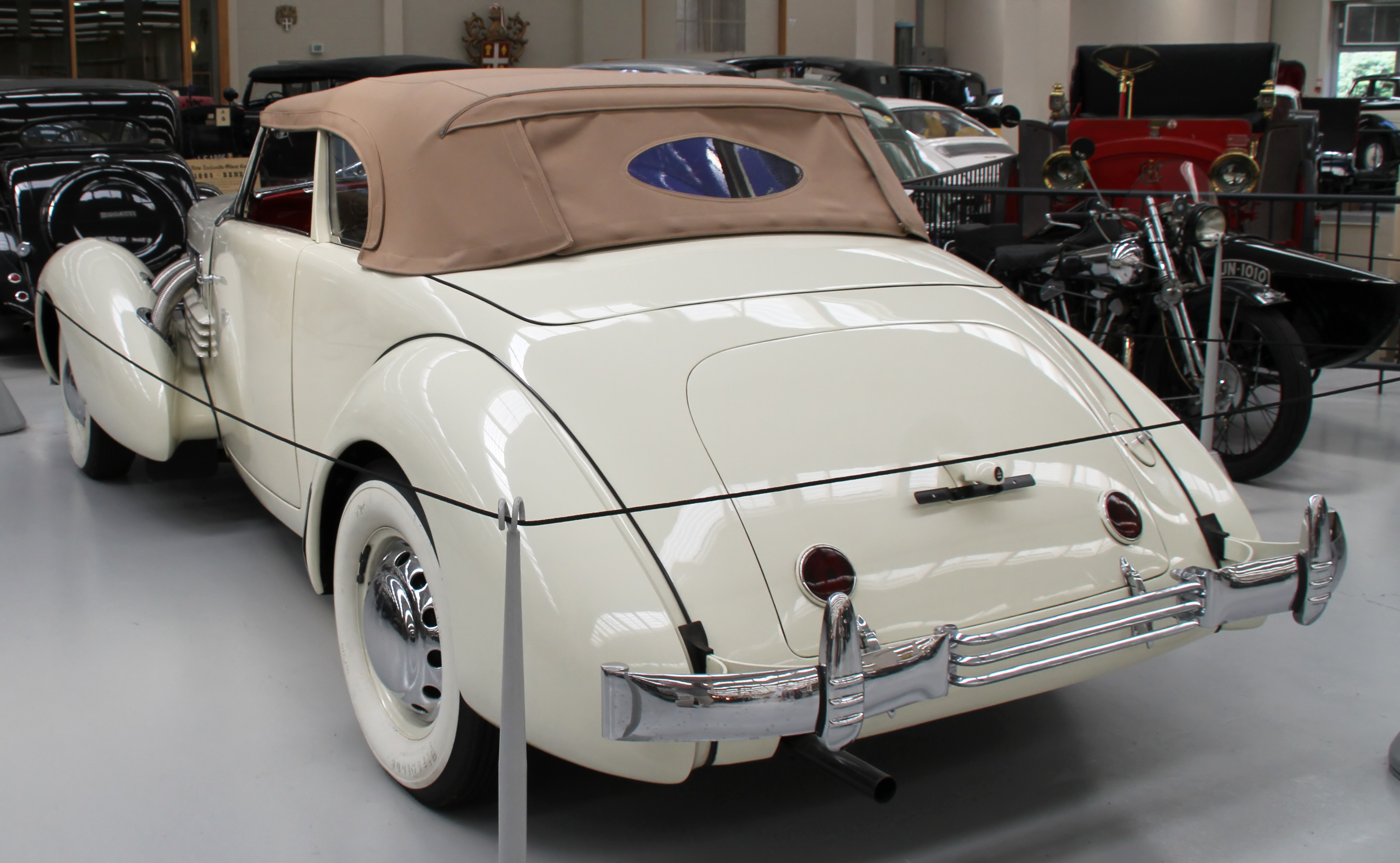
Cord 810 Roadster (1937)

Elle est présentée avec un vif succès en vedette du salon de l'automobile de New York de novembre 1935. Le modèle est disponible en berline, avec deux niveaux de finition : Beverley et Westchester plus sophistiquée, ainsi qu'en cabriolets à deux et quatre places.
Bien que la construction des premiers modèles ait commencé en 1935, ils ne seront terminés et livrés qu'à partir d'avril 1936. Elle reprend les solutions technologiques innovantes d'avant garde des Cord L-29 (première voiture de série à traction avant de l’histoire de l'automobile, avant la Citroën Traction Avant de 1934), avec suspensions indépendantes, boîte à quatre rapports synchronisés BorgWarner (trois rapports plus surmultipliée), et système de freinage hydraulique aux quatre roues en standard...

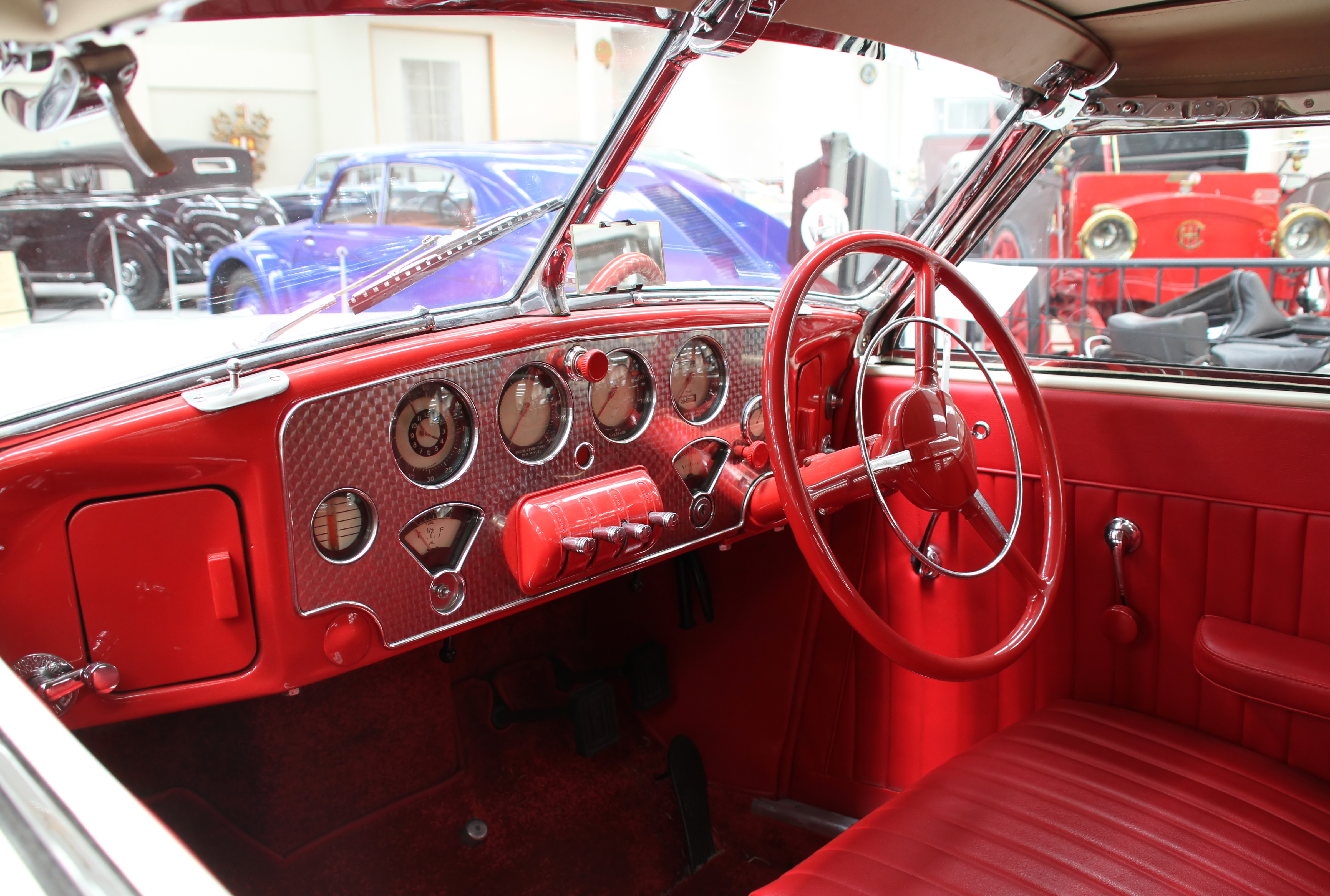
Tableau de bord Art déco de 812
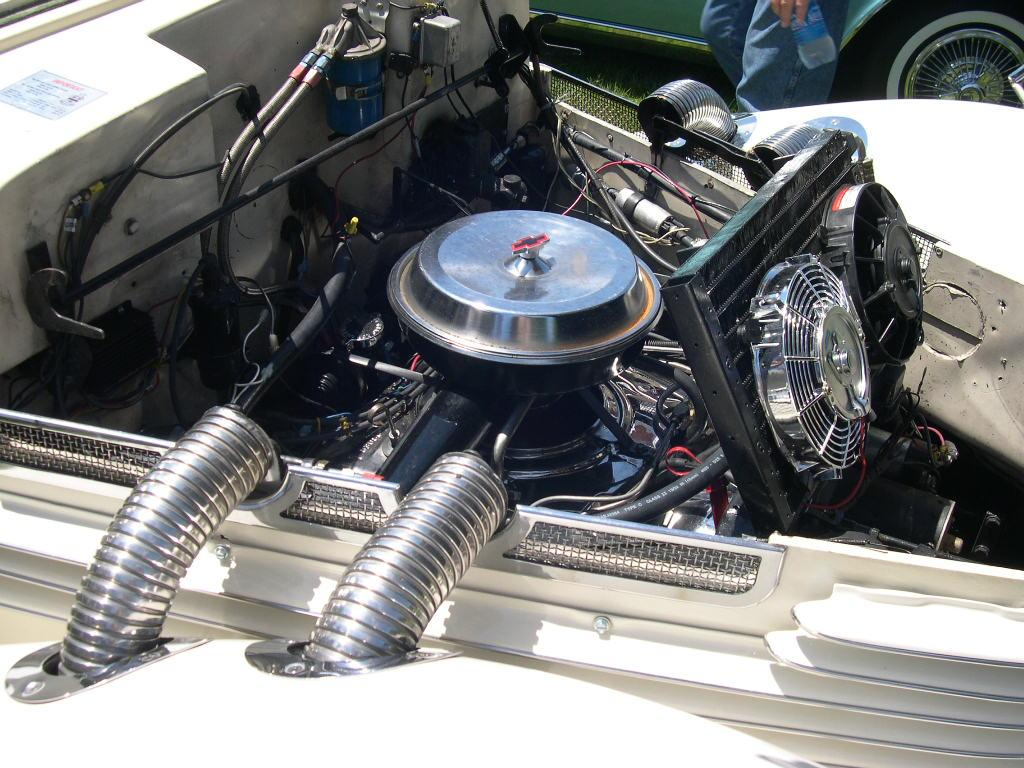
Moteur V8 de 810 berline
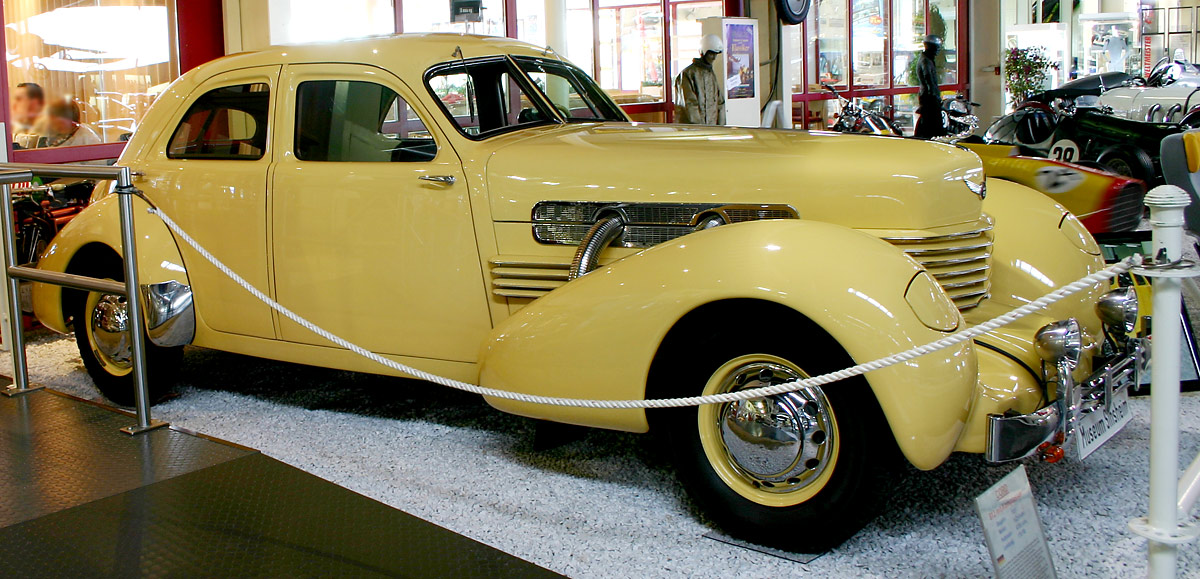
Cord 812 berline

Elle est rebaptisée Cord 812 en 1937, avec quelques modifications de détails, et devient la voiture de série la plus performante des voitures américaines de l'époque avec son moteur d'avion V8 Lycoming Engines à 90° de 4,7 litres (288,6 cu.in.) développant 170 ch à 3 600 tr/min, avec un compresseur Schwitzer-Cummins en option (le 0 à 100 km/h est chronométré par le magazine britannique Autocar en 13,2 secondes, une des voitures de série les plus rapides de son époque). La production est arrêtée avec la cessation définitive d’activité d'Errett Cord, et revente de son industrie en 1937.

## Concept car

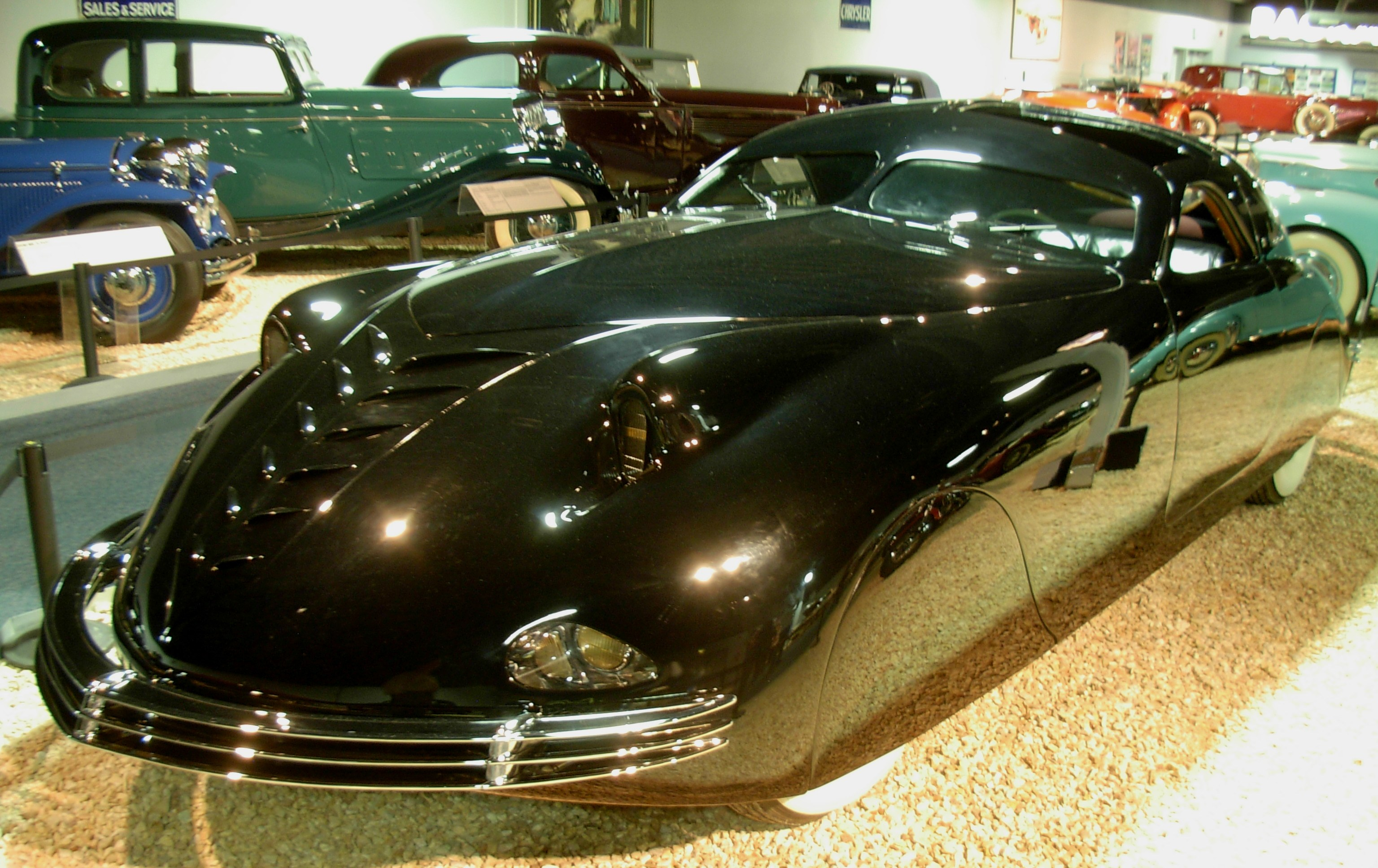
Phantom Corsair futuriste de 1938, sur châssis-moteur de Cord 810

Le prototype concept-car futuriste Phantom Corsair de 1938 est construit sur un châssis-moteur de Cord 810.

## Hommage
- 1996 : la berline Cord 810 est proclamée « plus belle voiture américaine » par le magazine American Heritage.